# Giulia Turco
Giulia Turco (Trente, 1er avril 1848 - 3 août 1912) est une naturaliste et écrivaine italienne. 